# 斯特拉斯堡司法宫

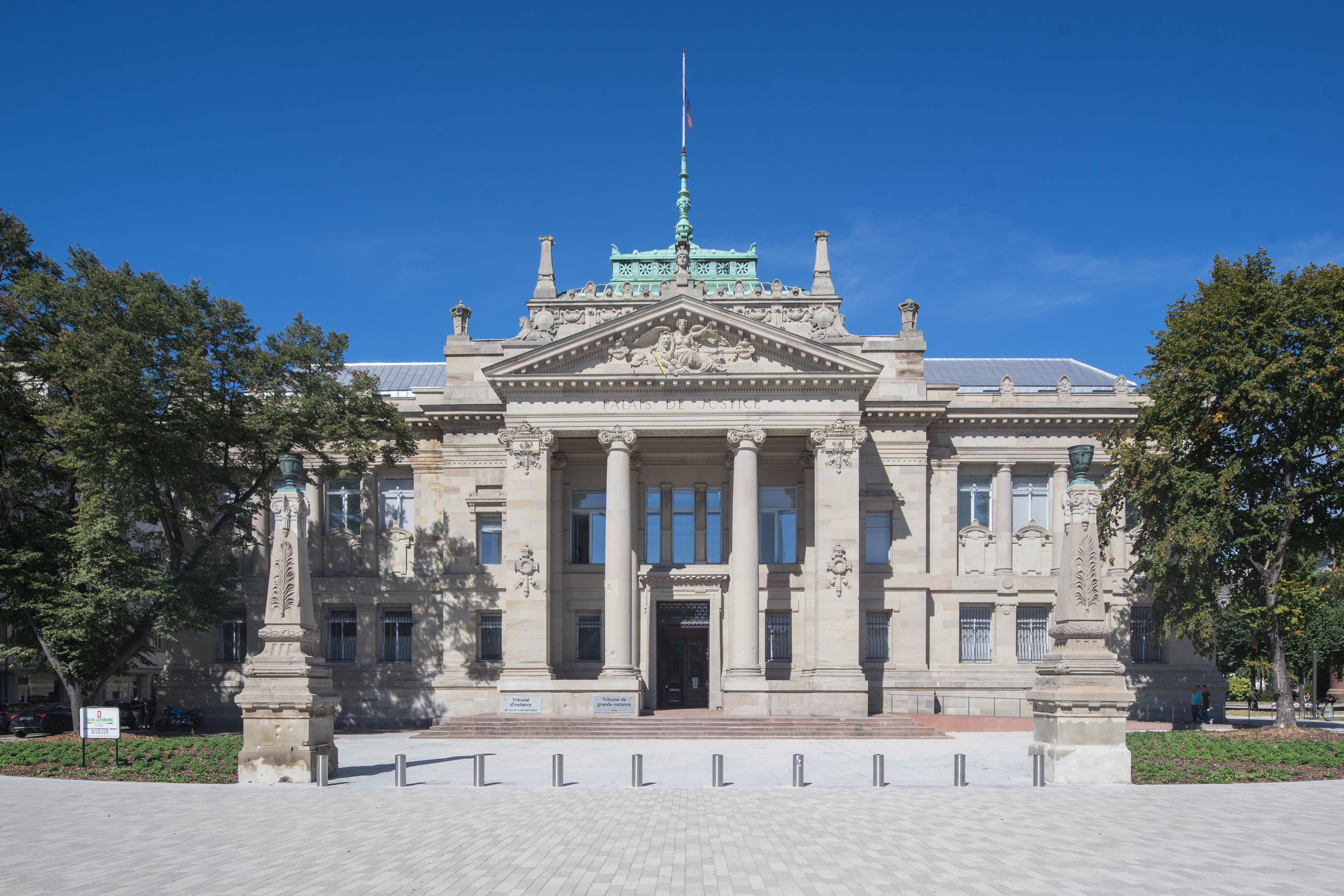
外觀（2018年）

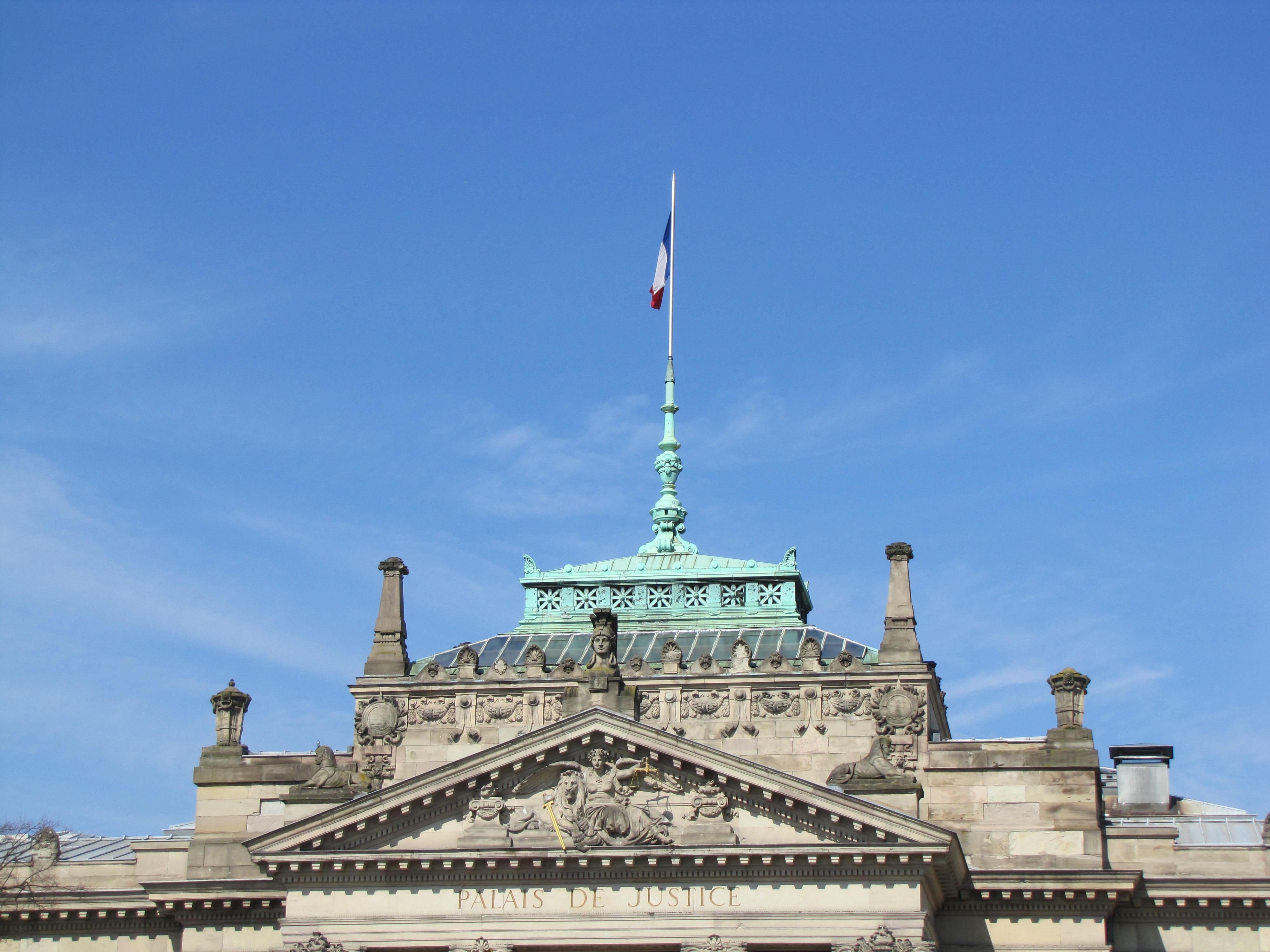
立面三角楣飾

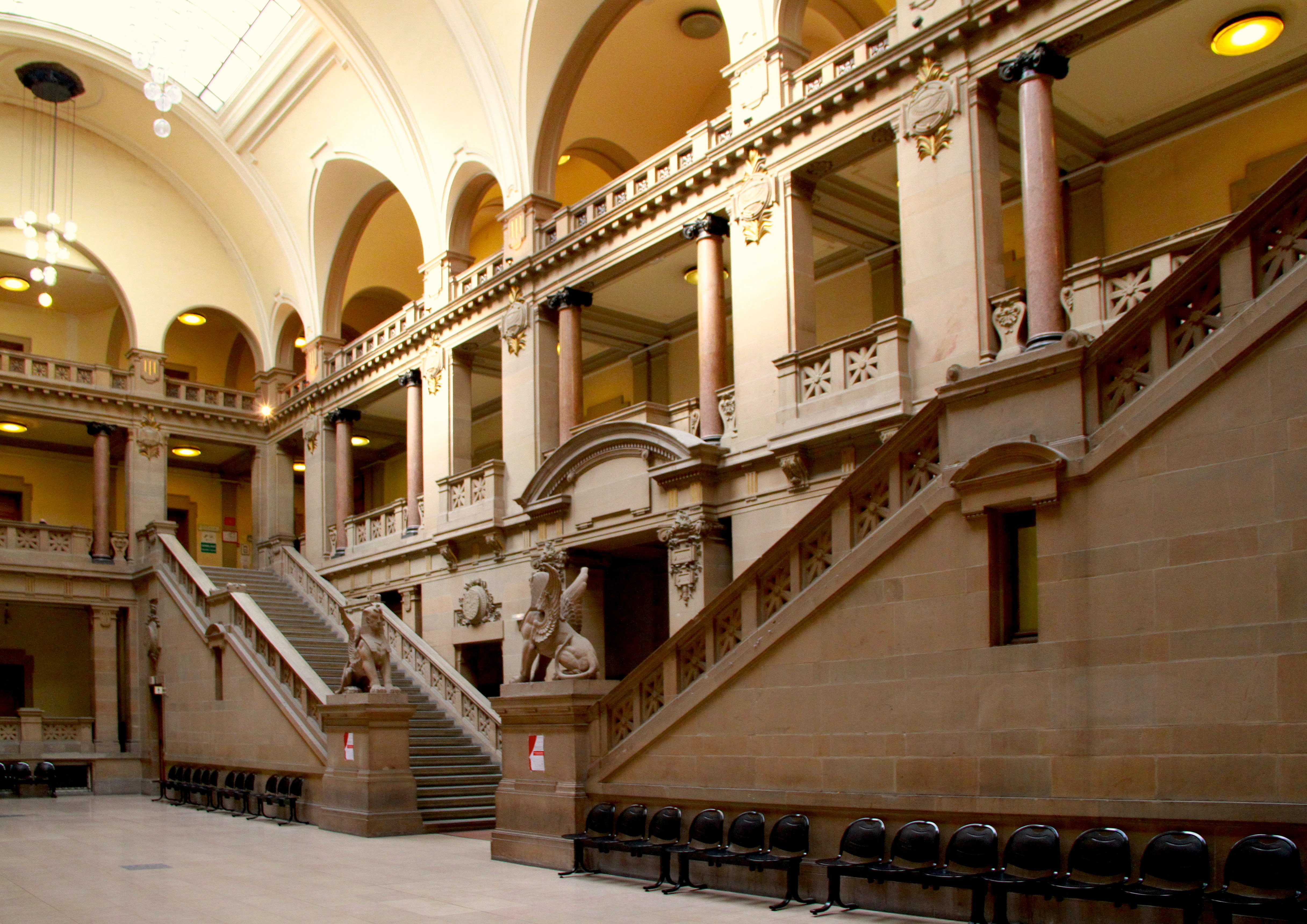
大堂階梯

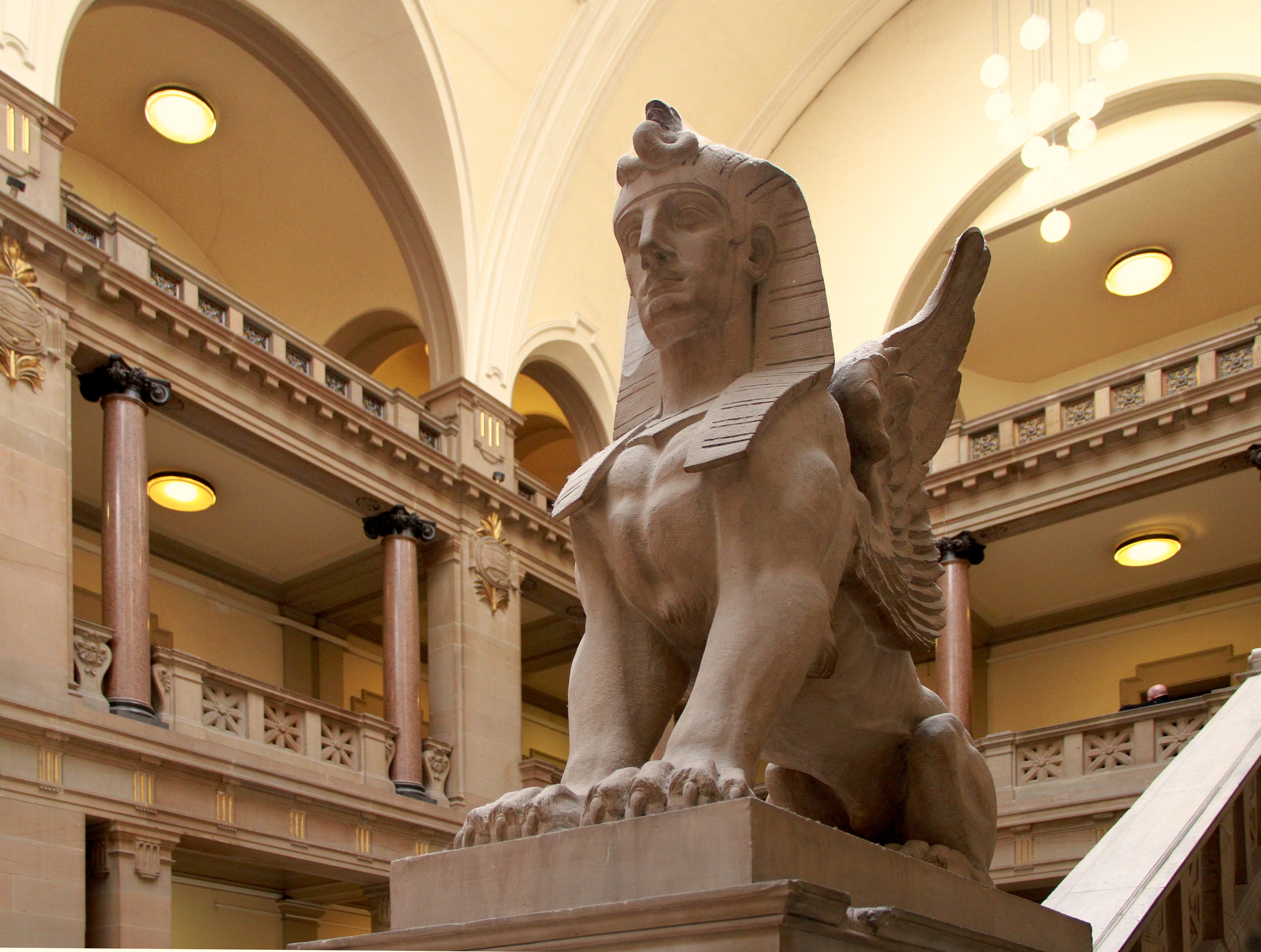
大堂的斯芬克斯

斯特拉斯堡司法宫（法語：Palais de Justice de Strasbourg）是法国斯特拉斯堡的一座19世纪大型建筑新希腊建筑（带有新埃及元素）位于新城区的法庭区（Tribunal），其中设有斯特拉斯堡的主要法院，大审法院（Tribunal de Grande Instance）。

## 历史
司法宫由丹麦建筑师斯科约德·内克尔曼（Skjold Neckelmann）设计，在他的搭档奥古斯特·哈特尔（August Hartel）去世后，建于1894 至 1898 年。这是他的最后一件主要作品。 该建筑毗邻新圣伯多禄天主教堂，是由哈特尔和内克尔曼设计，是一座罗曼复兴式建筑。
司法宫采用希腊复兴式建筑设计，有一个爱奥尼柱式的大门廊，顶部是三角形的山形墙，上面装饰着正义和勇气的象征、女神雅典娜和两个狮身人面像。大门处有一个戈耳工的面具，相信能辟邪。

## 翻修
在 21 世纪，关于是建造新的法院还是翻新现有建筑，进行了漫长的争论。最后选择了后一个选项，工程于2013年底开始。该工程与现有建筑相连，委托给西班牙建筑师霍尔迪·加塞斯（Jordi Garcés），预计将于2016年完成，耗资6320万欧元。然而，加塞斯的翻修计划在法庭上受到斯特拉斯堡老朋友协会的质疑，理由是这些计划会破坏被公布为法国历史遗迹的三个法庭。

## 法国历史遗迹
1992年7月2日，斯特拉斯堡司法宫的立面、内院（Salle des pas perdus）和法庭公布为法国历史遗迹。